# Bremen (Kentucky)
Pour les articles homonymes, voir Bremen.
Bremen est une ville américaine située dans le comté de Muhlenberg, dans le Kentucky. Selon le recensement de 2020, sa population est de 172 habitants.